# Тальмассонс
Тальмассонс (італ. Talmassons) — муніципалітет в Італії, у регіоні Фріулі-Венеція-Джулія,  провінція Удіне.
Тальмассонс розташований на відстані близько 460 км на північ від Рима, 65 км на північний захід від Трієста, 18 км на південний захід від Удіне.
Населення — 4069 осіб (2014).
Щорічний фестиваль відбувається 10 серпня. Покровитель — Святий Лаврентій.

## Демографія
Населення за роками:

Станом на 1 січня 2023 року в муніципалітеті офіційно проживало 199 іноземців з 30 країн, серед них 80 громадян країн Євросоюзу та 10 громадян України.

## Сусідні муніципалітети
- Бертіоло
- Кастьонс-ді-Страда
- Лестіцца
- Мортельяно
- Поченія
- Ривіньяно-Теор